# Martha Novelly
Martha Buchholz, connue sous le nom de scène Martha Novelly, née le 14 février 1889  à Hambourg et morte le 28 août 1972  à Berlin, est une actrice allemande.

## Biographie
Martha Novelly fait ses débuts sur scène en 1904 à l'âge de quinze ans à Lübeck. Ensuite, elle joue à Flensbourg, Oldenbourg, Francfort-sur-l'Oder, Chemnitz, Nuremberg et Stuttgart. À partir de 1914, elle fait partie de la troupe du Lustspielhaus (de) à Berlin-Mitte.
Comme beaucoup d'autres acteurs et actrices de théâtre jouant à Berlin, elle commence une carrière cinématographique au cours de la Première Guerre mondiale. De 1916 à 1918, elle apparaît dans plusieurs films, toujours dans des rôles sérieux ou dramatiques. Quelques années après s'être mariée, en 1918, elle arrête définitivement sa carrière.

## Filmographie
- 1914 : Um Liebe und Ehre (court métrage)
- 1914 : General von Berning
- 1916 : Unter heißer Zone
- 1917 : Das Gewissen des Andern
- 1917 : Unheilbar
- 1918 : L'Expiation ( Die Sühne) d'Emmerich Hanus : Renate
- 1918 : Der Ring des Hauses Stillfried
- 1918 : Der letzte Liebesdienst
- 1918 : Die Liebe der Maria Bonde (de) d'Emmerich Hanus : Maria Bonde
- 1918 : E, der scharlachrote Buchstabe
- 1918 : Der Fluch der alten Mühle
- 1919 : Cagliostros Totenhand
- 1919 : Die Geige des Tommaso
- 1919 : Flitter-Dörtje
- 1920 : Irène de Marcel Dumont
- 1921 : Unrecht Gut